# 호박국

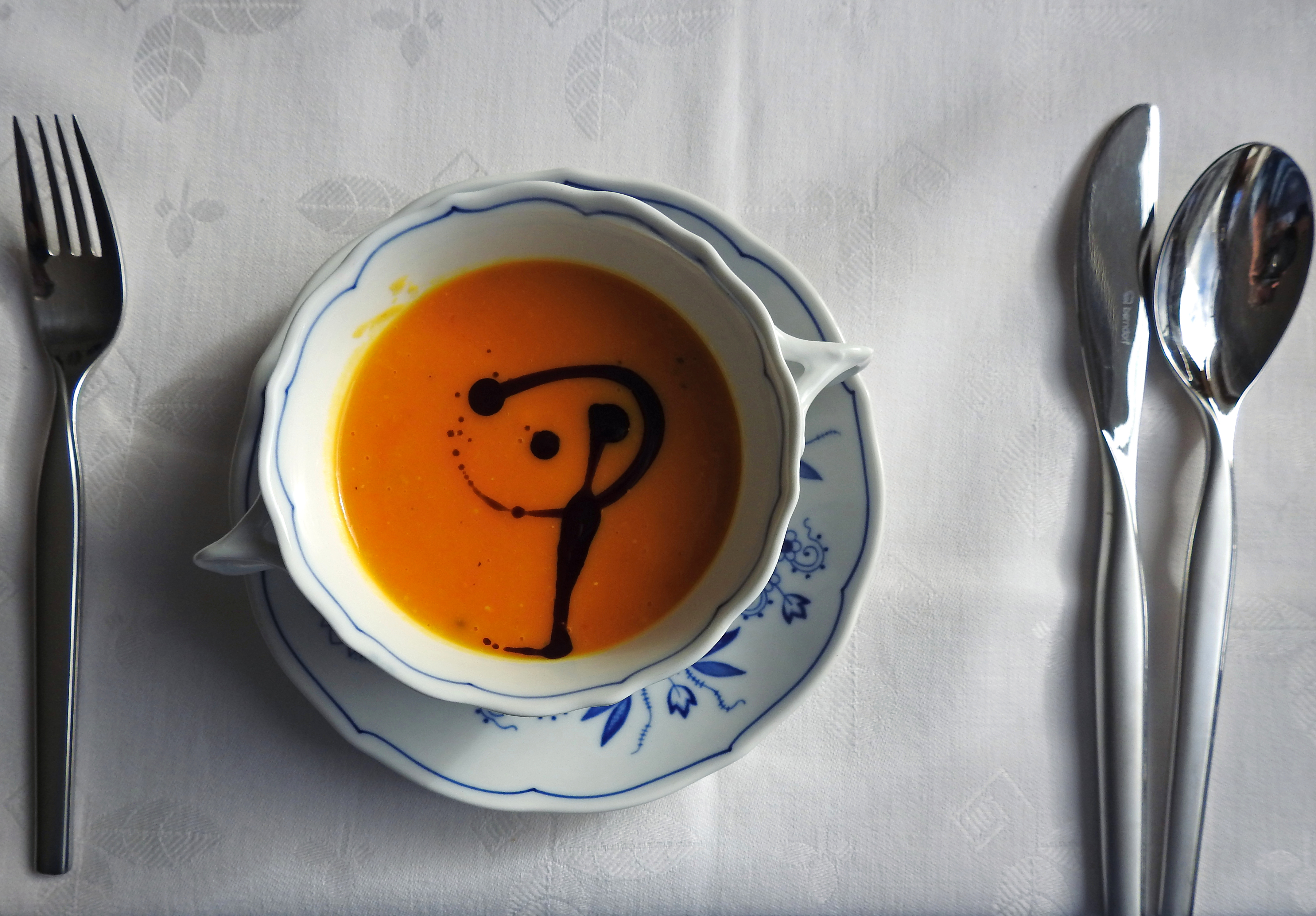

호박국은 호박이 들어간 국이다. 서양식 수프는 호박 수프(-soup)로도 부르며, 일반적으로 호박 퓨레로 만든다. 혼합 호박의 고기를 국물이나 육수와 결합하여 만든다. 이 음식은 뜨겁거나 차갑게 제공될 수 있으며 미국에서 일반적인 추수감사절 요리이다. 다양한 버전의 요리가 많은 유럽 국가, 미국 및 기타 북미 지역, 아시아 및 호주에서 알려져 있다. 호박 수프는 베트남 전쟁 당시 북베트남 포로 수용소의 전쟁 포로들의 주식이었다.
단호박국은 단호박을 주재료로 하여 만든 국이다. 준비에 사용되는 호박에는 일반적으로 도토리와 단호박이 포함된다.

## 사진

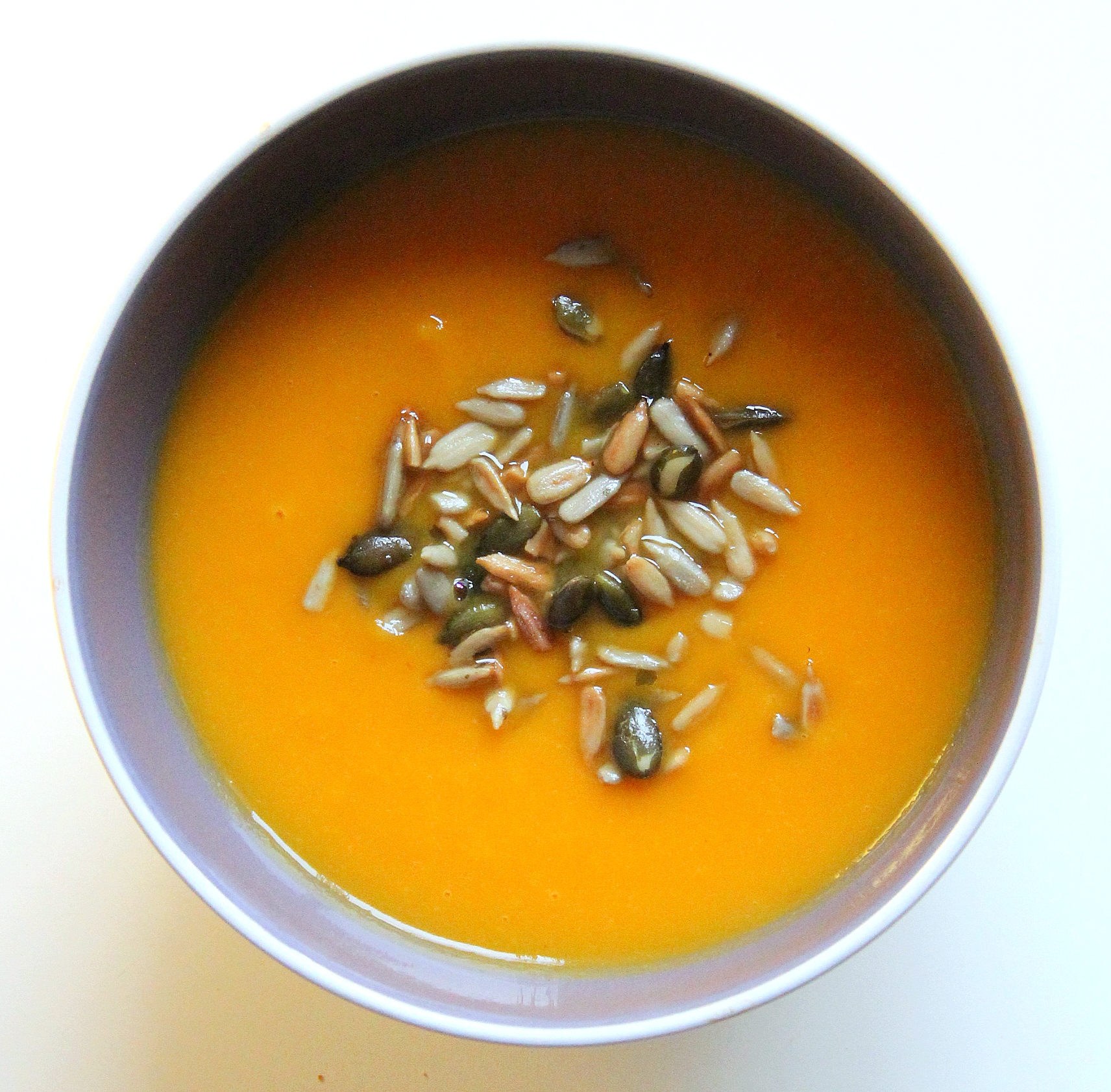
호박 수프
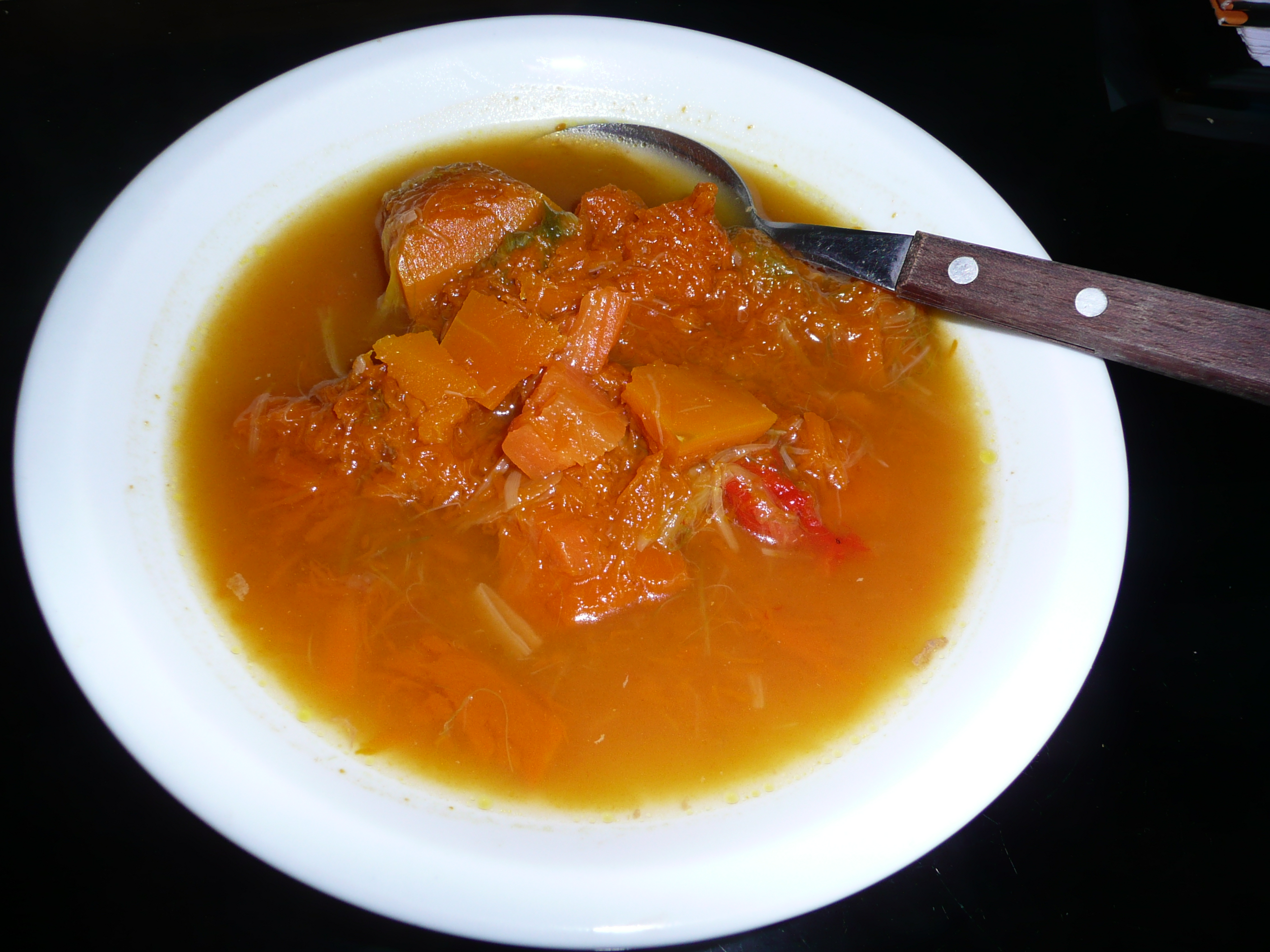
단호박국
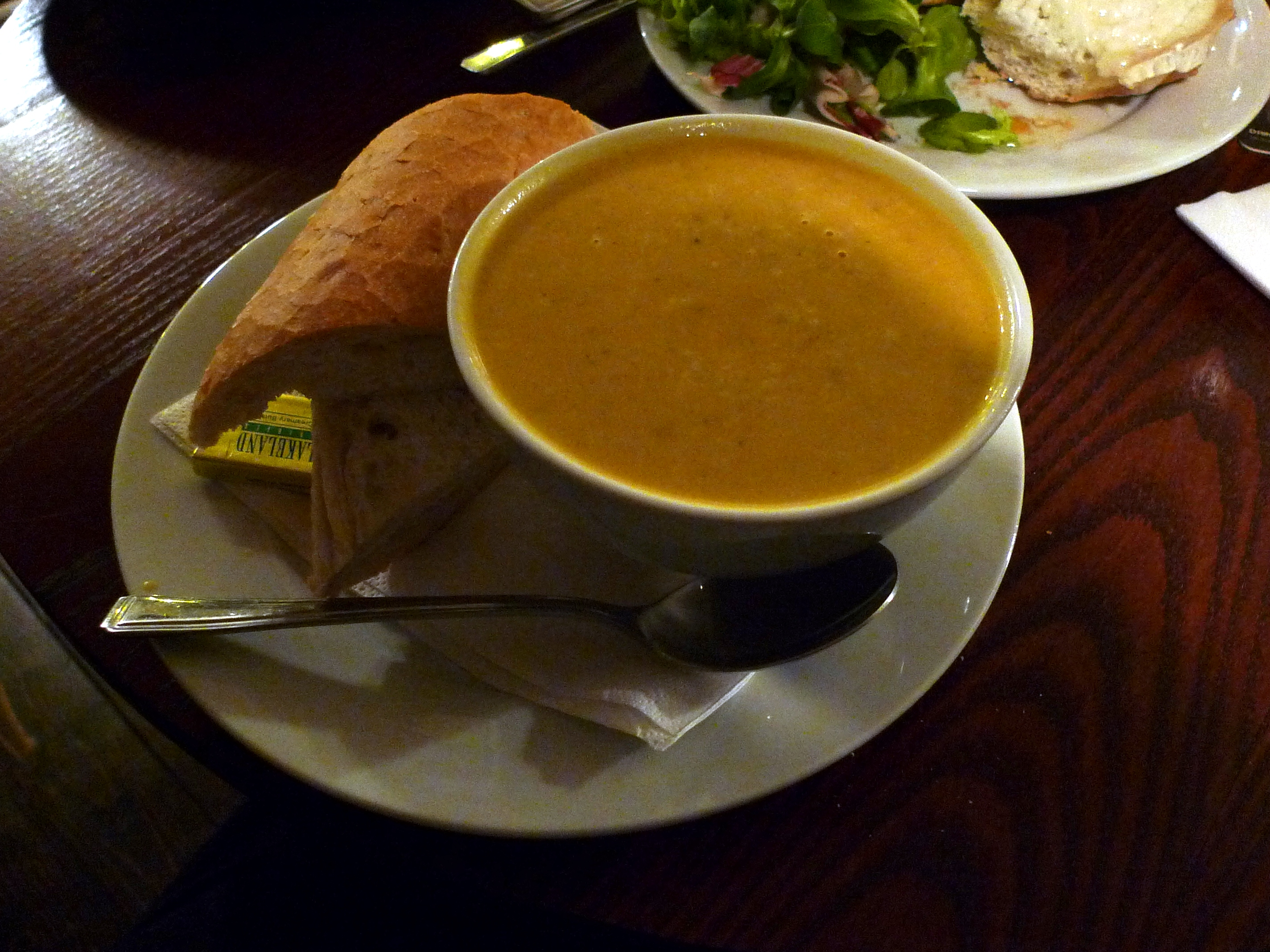
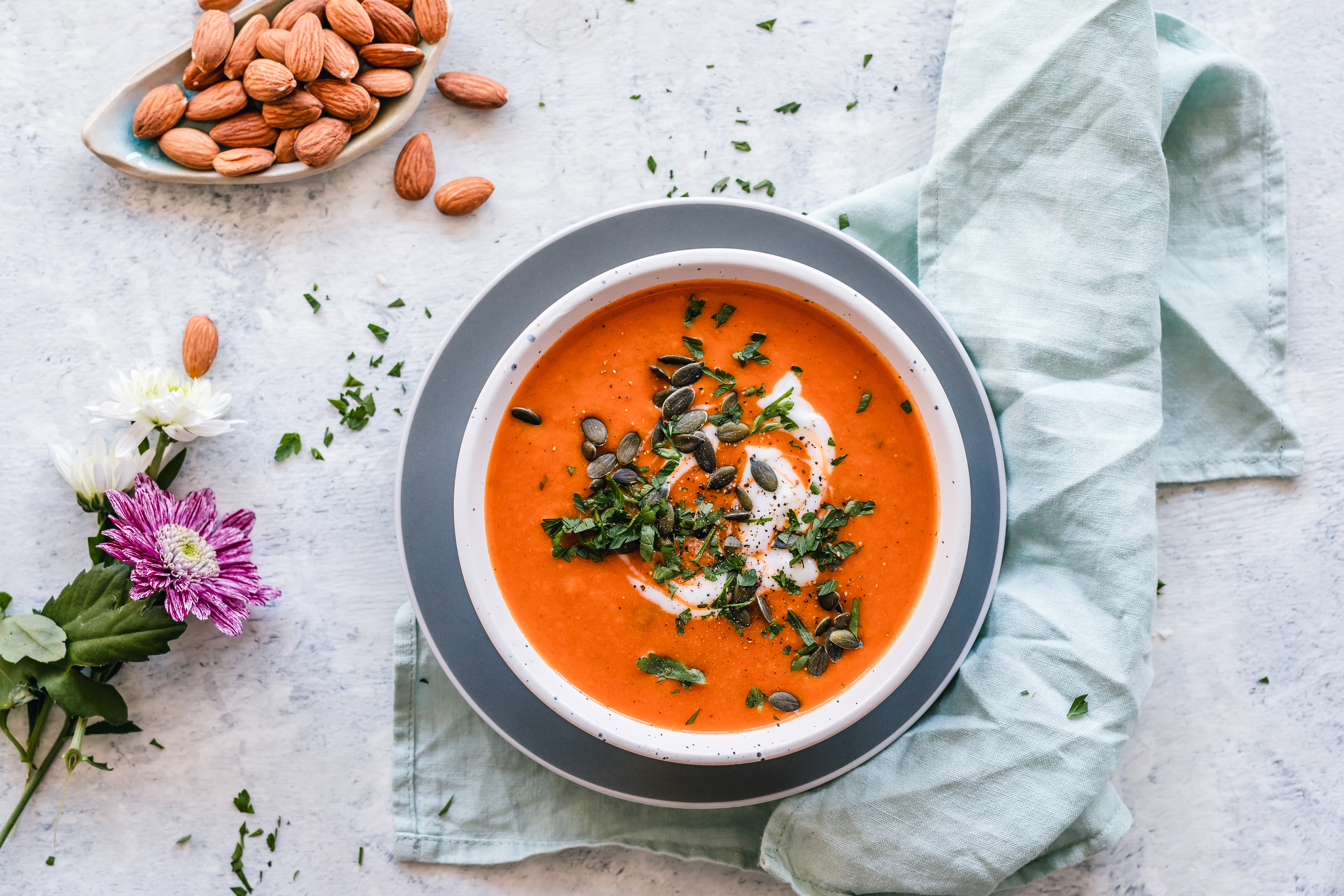
토마토 호박 수프

## 같이 보기
- 호박죽